# Kálmán Marvalits
Kálmán Marvalits (* 29. Juli 1901 in Nagykanizsa; † 1. Januar 1982 in Siófok) war ein ungarischer Diskuswerfer.

## Karriere
Marvalits startete seine Karriere 1919 beim Verein Nemzeti Torna Egylet. Er begann zunächst im Speerwurf, wechselte ab 1921 aber zum Kugelstoßen und Diskuswurf. 1924 nahm er erstmals an Olympischen Spielen teil. In Paris erreichte er im Diskuswurf den zehnten Rang. Im Jahr 1927 gewann er den Wettbewerb der Amateur Athletic Association im Diskuswurf. 1928 folgte seine zweite Olympiateilnahme – bei den Spielen in Amsterdam konnte er sich im Diskuswurf nicht für das Finale qualifizieren.
Auf nationaler Ebene gewann der Ungar zwischen 1926 und 1930 fünf Meistertitel im Diskuswurf. Nach dem Ende seiner aktiven Laufbahn betätigte er sich als Trainer. Seine Nichte Györgyi Székely-Marvalics nahm 1960 an den Olympischen Spielen in Rom teil.